# Leuconitocris chrysostigma
Leuconitocris chrysostigma é uma espécie de escaravelho da família Cerambycidae.  Foi descrito por Harold em 1878, originalmente sobe o género Nitocris.  Contém a variedade Leuconitocris chrysostigma var. rufiniventris.